# Kura
Kura (tur. Kuručaj, gruz. მტკვარი - Mt'k'vari, azer. Kür, grč. Cyrus - Kir) je rijeka u Aziji. Izvire u planinama Kavkaza i teče kroz Tursku, zatim Gruziju, te konačno Azerbajdžan. Dužina joj je 1515 km, površina porječja približno 198.300 km², a utječe u Kaspijsko jezero. Na njenom ušću smjestio se azerbajdžanski grad Neftčala. Kura ima veliki povijesni značaj jer u njenim dolinama ljudi žive već tisućama godina. Nekoć je bila plovna od Tbilisija, no zbog izgradnje brojnih brana njen je vodostaj značajno opao.

## Vanjske poveznice
- (engl.) Kura River. Encyclopædia Britannica. 2011. Pristupljeno 20. siječnja 2011.
- (engl.) Guluzada, Lidiya; Felix, Wolfgang. 2000. Kura River—Transboundary Watercourse of Caucasus (PDF). NGO TETA Xazri. Baku. Pristupljeno 20. siječnja 2011.

Wikimedijski zajednički poslužitelj:
|  | Zajednički poslužitelj ima još gradiva o temi Kura |